# Фокс Ривер
Fox River State Penitentiary — вымышленная тюрьма, расположенная в городе Джолиет, штата Иллинойс, побег из которой совершают заключенные во главе с Майклом Скофилдом в первом сезоне телесериала «Побег». Названа в честь реки Фокс, протекающей в 20 милях от города. Является тюрьмой 1-го уровня, то есть максимально охраняемой. 
В реальности, тюрьма, в которой велись съемки, называется Joliet Correctional Center (Joliet Prison). Эта тюрьма работала с 1858 по 2002 год, и к 2004 году перестала работать окончательно. Тут проходили съёмки фильмов «Братья Блюз», «Красная жара», «Цена измены», «Пошли в тюрьму», «Короли побега».